# Germania (Schiff, 1897)
Die Germania wurde 1897 von der Germaniawerft in Kiel für die Accumulatorenfabrik Aktiengesellschaft gebaut.

## Beschreibung
Die Germania wurde von der Germaniawerft in Kiel gebaut, hatte einen Stahlrumpf, war rund 17,5 m lang, 2,8 m breit und hatte 0,885 m Tiefgang. Sie hatte die Baunummer 88 und das Deplacement betrug 17,5 Tonnen. Als Stromquelle dienten 90 Akkumulatorzellen mit einer Kapazität von 450 Amperestunden bei sechsstündiger Entladung.
Sie wurde von zwei Propellern mit 0,4 m Durchmesser und  mit einer Steigung von 0,4 m auf einer Welle angetrieben. Der E-Motor vom Typ S M 60 der AEG hatte 60 PS und war direkt gekuppelt. Die Fahrtregulierung erfolgte mit einem Fahrtschalter. Dieser hatte sechs Stellungen für die Vorwärts- und zwei Stellungen für die Rückwärtsfahrt. Die Akkumulatoren kamen von der Accumulatorenfabrik Aktiengesellschaft und das Gesamtgewicht der elektrischen Anlage betrug 9 Tonnen.